# Car nos vignes sont en fleur
Car nos vignes sont en fleur est une œuvre pour douze voix mixtes du compositeur néerlandais Ton de Leeuw composée en 1981.

## Histoire de l'œuvre
Son titre est une citation biblique qui provient du Cantique des cantiques (2 : 15).
Son exécution dure à peu près vingt minutes.
Grâce à cette œuvre, Ton de Leeuw obtient le prix Matthijs Vermeulen en 1982.

## Discographie
- Nederlands Kamerkoor dirigé par Ed Spanjaard.